# Сокол Митровски
Сокол Насте Митровски (на македонска литературна норма: Сокол Насте Митровски) е военен, генерал-лейтенант и политик от Югославия и Република Македония.

## Биография
Митровски е роден в скопското село Кучково на 16 март 1948 година. Произлиза от рударско семейство. След завършване на гимназията „Кочо Рацин“ в Скопие (1966), продължава образованието си във Военната академия на Сухопътните войски на ЮНА в Белград (до 1970). През 1979 г. завършва Команднощабна академия, а през 1993 г. и военен колеж в Париж. Прави успешна военна, дипломатическа и политическа кариера. Пенсионира се като генерал-лейтенант. От 1970 до 1973 г. е командир на взвод в Биеловар и Скопие (1972 – 1973). След това до 1976 г. е командир на рота в Скопие. От 1976 до 1977 г. е помощник началник-щаб по разузнаването. В периода 1977 – 1980 г. е оперативен офицер в разузнавателна служба. Между 1980 и 1984 г. е командир на брониран батальон. От 1984 до 1985 г. е оперативен офицер по учебно-практическата работа. След това до 1986 г. е помощник началник-щаб по учебно-практическата работа. Между 1986 и 1988 г. е началник-щаб на бригада в Скопие. От 1988 до 1990 г. е командир на бригадата. В периода 1990 – 1991 г. е оперативен офицер в отдела за разузнаване на Генералния щаб на ЮНА. От 1991 до 1992 г. е военен аташе на СФРЮ във Франция. Между 1992 и 1993 г. е началник на известителния център на Управлението по сигурност на Армията на Република Македония. В периода 1993 – 1996 г. е началник на разузнавателния център към Сектора за сигурност и разузнаване. От 1996 до 2000 г. е командир на корпус в Скопие. През 2001 г. е командир на командването на отбраната на Скопие. Между 2001 и 2002 г. е командир на Командването за обучение. Между 2002 и 2003 г. е заместник-началник на Генералния щаб на Армията на Република Македония. През 2003 г. е изпратен като военен аташе в София.
Митровски е сред основателите на Факултета за отбрана в Скопския университет и дългогодишен професор във Военната академия. Член е на Кабинета и адютант на президентите Киро Глигоров и Борис Трайковски. Бил е военен аташе в Париж и в София.
Митровски три пъти печели изборите за градоначалник на община Гьорче Петров. В 2005 побеждава като независим кандидат, а на местните избори в 2009 година е кандидат на управляващата ВМРО-ДПМНЕ. На местните избори в 2013 година побеждава с малка разлика Александър Наумовски, след прегласуване в две секции. Победата му е оспорвана от опозиционния Социалдемократически съюз на Македония, а против него е заведена жалба в Административния съд за изборни нередности.

## Военни звания
- Подпоручик (1970)
- Поручик (1973)
- Капитан (1976)
- Капитан 1 клас (1979)
- Майор (1983)
- Подполковник (1986), предсрочно
- Полковник (1991)
- Бригаден генерал (1997)
- Генерал-майор (2000)
- Генерал-лейтенант (2003)

## Награди
- Медал за военни заслуги, 1973 година;
- Орден за военни заслуги със сребърни мечове, 1977 година;
- Орден на Народната армия със сребърна звезда, 1981 година;
- Орден на труда със сребърен венец, 1985 година;
- Орден за военни заслуги със златни мечове, 1989 година.